# Carl Wilhelm Boeck
Pour les articles homonymes, voir Boeck.
Carl Wilhelm Boeck, né le 15 décembre 1808 à Kongsberg et mort le 10 décembre 1875 à Christiania, est un médecin et dermatologue norvégien. 

## Biographie
Diplômé de médecine en 1831 de l'Université de Christiania, docteur à l'hôpital de Christiania de 1836 à 1848, praticien à Kongsberg (1833-1846), il devient en 1851 professeur à la faculté de médecine. Boeck étudie la gale dès 1848 et effectue des recherches sur l’éléphantiasis et la syphilis. Il travaille ensuite pour l'Hôpital national norvégien de 1850 à 1875. 
Il est aussi élu au parlement de Kongsberg en 1845. 
Jules Verne le mentionne dans son roman Un billet de loterie (chapitre X). 

## Publications
- 1847 : Om spedalskhed, avec Daniel Cornelius Danielssen
- 1853 : Syphilisationsforsøg
- 1854 : Syphilisationen studeret ved Sygesengen, Brøgger, Christiania
- 1855-1862 : Samlinger om iakttagelser af hudens sygdomme, avec Daniel Cornelius Danielssen, Bergen
- 1975 : Undersøgelser angaaende syphilis